# Vielist
Vielist este o comună din landul Mecklenburg-Pomerania Inferioară, Germania.